# Dream Chasers Records
Dream Chasers Records es un sello discográfico estadounidense fundado por el rapero Meek Mill. El sello es una empresa conjunta con Roc Nation. El nombre fue tomado de su bien recibida serie de mixtapes Dreamchasers.

## Historia
El 26 de octubre de 2012, Meek Mill anunció el lanzamiento de su sello discográfico, Dream Chasers Records, con los artistas Louie V. Gutta, Lee Mazin y Goldie. En abril de 2013, firmó al rapero de Louisiana, Lil Snupe a la edad de 17 años, momentos después de oír su demo. El sello desde entonces ha lanzado mixtapes de Louie V. Gutta Y Lil Snupe.
El 20 de junio de 2013, Lil Snupe fue asesinado en un apartamento en Winnfield, Luisiana, por dos disparos en el pecho. Se emitió una orden judicial contra Tony Holden, de 36 años, que estuvo relacionado en el tiroteo. Holden estuvo huyendo de la policía durante cuatro días antes de entregarse a las autoridades.
A finales de 2014, Meek firmó a su primo y rapero Omelly al sello. El 29 de mayo de 2016, Meek firmó al productor Nikolas Papamitrou (Nick Papz) al sello. El productor Dougie en el Bate firmó con el sello en 2018. El 20 de marzo de 2019, Mill firmó al rapero oriundo de Chicago Calboy al sello. El 12 de diciembre de 2019, Meek firmó al rapero de Austin rapper Baby Cartier Eye al sello.
El 24 de julio de 2019, Meek Mill anunció el lanzamiento oficial de Dream Chasers Records como una empresa conjunta con Roc Nación. Mill habló sobre el trato, diciendo "Crear un sello discográfico siempre ha sido el siguiente paso como hombre de negocios y agradezco el apoyo de Roc Nación y Jay-Z  en esta nueva empresa. Quiero aprovechar mi experiencia en la industria de la música, utilizarla para encontrar talento joven, con hambre de crecer y abrir puertas para la próxima generación de artistas." La compañía Discográfica también maneja sus propias operaciones, estrategia creativa, marketing y asuntos empresariales. Jay-Z habló sobre la empresa en conjunto con Roc Nation y dijo "Todo lo que ha hecho hasta antes de este punto demuestra que está listo para liderar la próxima generación. Miramos el panorama general — esto va más allá de firmar artistas y tener buenas grabaciones." Como presidente del sello, Mill también supervisa un equipo en una oficina corporativa de Nueva York y también ayuda a operar un estudio de grabación para los artistas del sello.

## Roster
Actos actuales
- Chino[19]
- Omelly[20]
- Calboy[21]
- Yung Ro[22]
- Yung Bleu[23]
- Vory[23]